# 태즈먼만

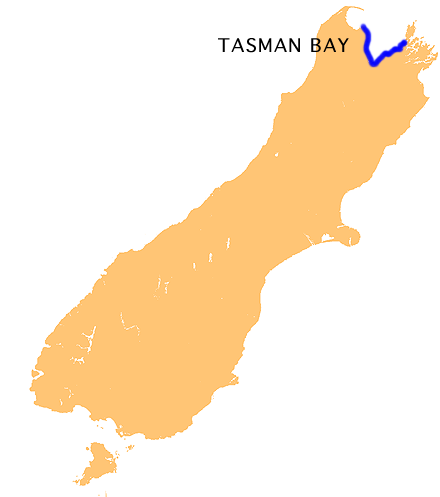
태즈먼 만의 위치

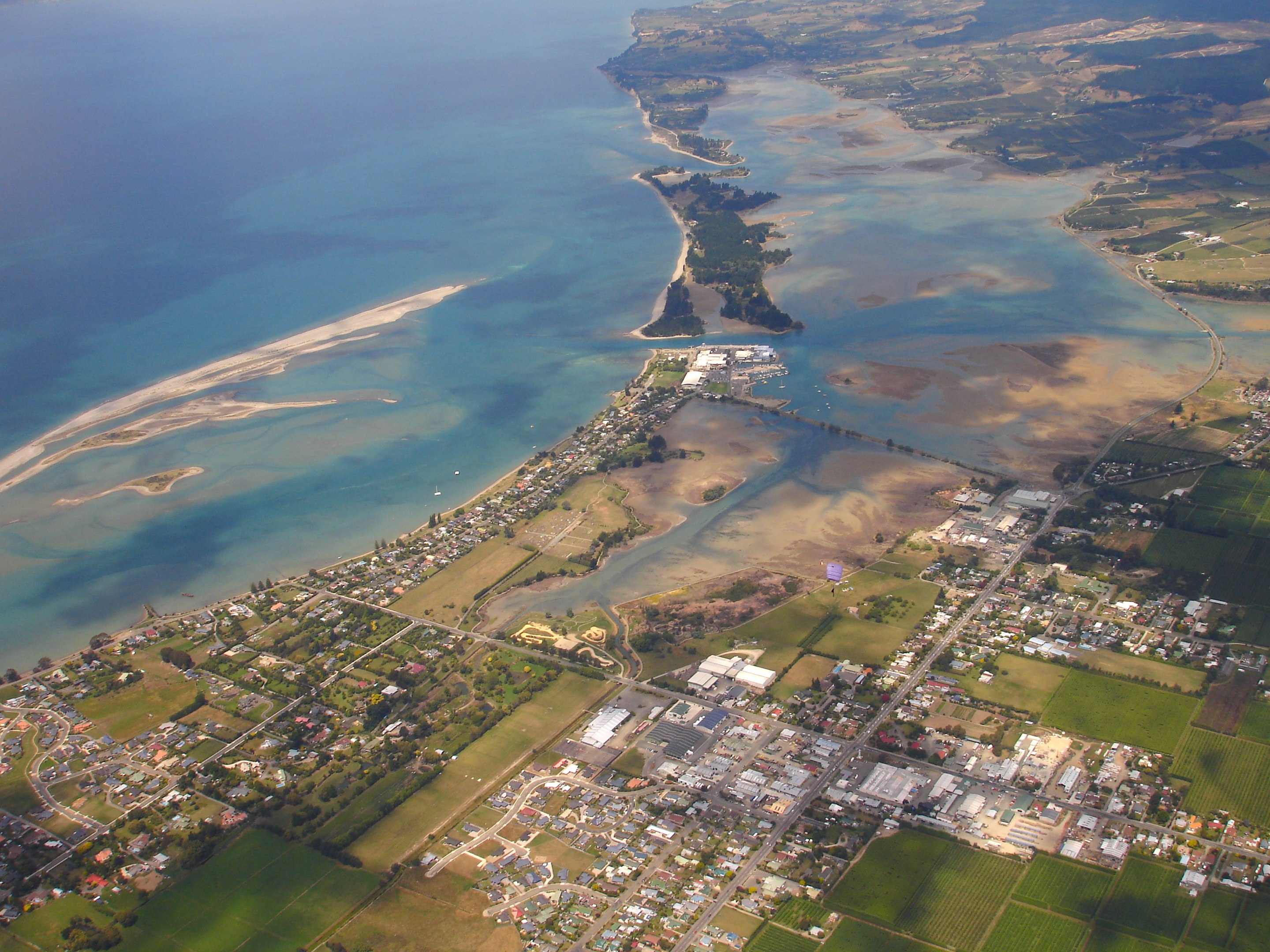
모투에카의 태즈먼 만 해안

태즈먼 만(Tasman Bay)은 뉴질랜드 남섬의 최북단에 있는 큰 V자 형의 만이다. 섬의 북쪽 해안 중심에 자리를 잡고 있으며, 해안선을 따라 120km로 뻗어있고, 가장 넓은 지역의 직경이 70km에 이른다. 태즈먼해의 만으로 쿡 해협으로 접근하는 서쪽에 자리를 잡고 있다.

## 개요
이 만의 최서단에서, 만 주위의 육지는 빽빽한 숲이 자리를 잡고 있다. 만의 최서단 분기점은 아벌 타스만 국립공원이며, 태즈먼 만을 이웃하는 골든 만과 분리한다. 동쪽으로 해수에 침수된 계곡의 말보로 사운드가 있으며, 최서단으로 육지가 가파르다.
이러한 두 분기점 사이의 육지는 덜 기복이 있으며, 또한 만의 최남단에 있는 와이메아 강어귀 주변에 해안평야를 포함한다. 만의 해안선을 따라서 바다로 흘러들어가는 다른 강으로는 리와카 강, 모투에카 강, 서펜타인 강이 있다. 길고 낮은 형태의 래빗 섬은 만의 남쪽 해안 가까이에 존재한다. 태즈먼 만은 보울더 뱅크라는 희귀한 바위가 있다.
만 중심의 비옥한 땅은 농업에 적합하며, 사과나 키위, 올리브, 포도와 홉과 같은 원예작물을 재배하기에 적합하다. 20세기 중반에 태즈먼 만 지역은 많은 양의 담배 농사를 지었다. 모투에카에는 담배박물관이 있다. 남섬 북해안에서 인구밀도가 가장 높은 지역 중의 하나이다. 여러 타운과 넬슨 시는 이 해안 근처에 위치한다. 이러한 타운으로는 모투에카, 리와카, 리치먼드가 있다.